# Kenny Baker
Kenneth George Baker (Birmingham, Inglaterra, 24 de julio de 1934-Mánchester, Inglaterra, 13 de agosto de 2016) fue un actor británico. Es conocido por haber interpretado al androide R2-D2, en la franquicia de Star Wars.

## Carrera
Sus interpretaciones en el mundo del cine fueron en su mayoría papeles menores, destacando Circus of Horrors (1960). En 1977 trabajó en Wombling Free, pero ese año tuvo su papel más importante, interpretando al mundialmente famoso robot R2-D2 en Star Wars de George Lucas, repitiendo papel en El Imperio contraataca de 1980 y en El retorno del Jedi de 1983. En esta saga compartiría gran parte de sus escenas con el actor Anthony Daniels, quien interpreta al inseparable robot C-3PO. Cabe destacar que en esta saga, Purvis apareció en las tres películas haciendo diferentes papeles pequeños. 
También apareció en El hombre elefante, Flash Gordon (ambas de 1980), en The Hunchback of Notre Dame (1982), Amadeus (1984), Mona Lisa (1986), volviendo a trabajar con George Lucas en Labyrinth (1986). Sus papeles repetían la constante en películas de relatos y cuentos fantásticos en su mayoría (Willow (1988), etc). 
Volvió a ser llamado a las filas por George Lucas para volver a interpretar a R2-D2 en La amenaza fantasma en 1999, volviendo a encontrarse con su compañero de reparto Anthony Daniels, actuando ambos también en El ataque de los clones (2002) y La venganza de los Sith (2005), con lo que se consolidaron como los personajes que han actuado en todas las películas de la saga Star Wars.
Baker interpretó nuevamente a R2-D2, en El despertar de la Fuerza, estrenada en diciembre de 2015.

## Muerte
Baker falleció el 13 de agosto de 2016 a los 81 años de edad tras sufrir una larga enfermedad.

## Filmografía

### Cine
| Cine | Cine                                                | Cine                   | Cine |
| Año  | Película                                            | Papel                  |      |
| ---- | --------------------------------------------------- | ---------------------- | ---- |
| 1960 | Circus of Horrors                                   | Enano (sin acreditar)  |      |
| 1977 | Star Wars: Episodio IV - Una nueva esperanza        | R2-D2                  |      |
| 1977 | Wombling Free                                       | —                      |      |
| 1980 | Star Wars: Episodio V - El Imperio contraataca      | R2-D2                  |      |
| 1980 | El hombre elefante                                  | —                      |      |
| 1980 | Flash Gordon                                        | —                      |      |
| 1981 | Time Bandits                                        | —                      |      |
| 1982 | The Hunchback of Notre Dame                         | —                      |      |
| 1983 | Star Wars: Episode VI - Return of the Jedi          | R2-D2                  |      |
| 1984 | Amadeus                                             | Parodia del Comendador |      |
| 1986 | Mona Lisa                                           | —                      |      |
| 1986 | Labyrinth                                           | —                      |      |
| 1988 | Willow                                              | —                      |      |
| 1999 | Star Wars: Episodio I - La amenaza fantasma         | R2-D2                  |      |
| 2002 | Star Wars: Episodio II - El ataque de los clones    | R2-D2                  |      |
| 2005 | Star Wars: Episodio III - La venganza de los Sith   | R2-D2                  |      |
| 2015 | Star Wars: Episodio VII - El despertar de la Fuerza | R2-D2                  |      |

### Televisión
| Series de televisión | Series de televisión                              | Series de televisión | Series de televisión |
| Año                  | Serie                                             | Papel                |                      |
| -------------------- | ------------------------------------------------- | -------------------- | -------------------- |
| —                    | Man of the World                                  | Croata               |                      |
| —                    | The Muppet Show                                   | R2-D2                |                      |
| —                    | The Goodies                                       | —                    |                      |
| —                    | The Adventure Game                                | —                    |                      |
| —                    | Der Rosenkavalier                                 | —                    |                      |
| —                    | Prince Caspian and the Voyage of the Dawn Treader | —                    |                      |
| —                    | Ben Elton: The Man from Auntie                    | —                    |                      |
| —                    | Swiss Toni                                        | —                    |                      |
| —                    | Casualty                                          | —                    |                      |